# 2008年自由民主党総裁選挙
2008年自由民主党総裁選挙（2008ねんじゆうみんしゅとうそうさいせんきょ）は、2008年（平成20年）9月22日に行われた日本の自由民主党の党首である総裁の選挙である。
開票の結果、麻生太郎が第23代自由民主党総裁に就任した。
なお、福田康夫の任期途中での総裁辞任に伴う選挙であるため、新任者である麻生太郎の総裁任期は福田の総裁残任期間（2009年9月末日まで）であった。

## 概要

### 総裁選の幕開け

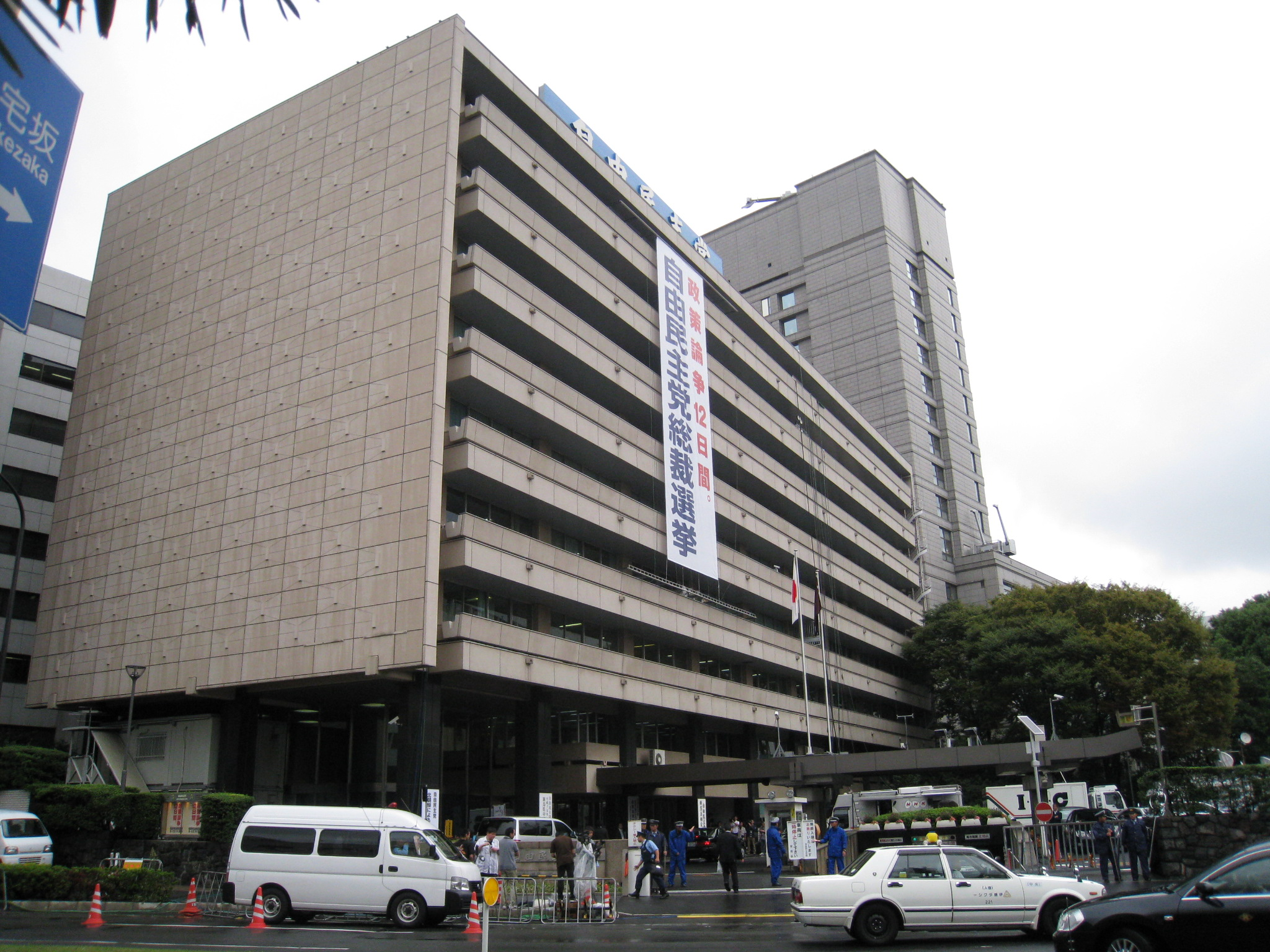
総裁選挙当日の自由民主党本部

内閣総理大臣の福田康夫は、8月2日に内閣改造と党役員人事に着手（福田康夫改造内閣）、8月下旬には第170回臨時国会の召集時期を決定し、総合経済対策を発表し、党役員らには臨時国会の重要法案の成立へ最善を尽くすよう指示をしていた。
しかし、9月1日夜に福田は内閣総理大臣官邸において緊急記者会見を行い、突如首相と自民党総裁の辞意を表明した。臨時国会の召集日が決まっており、9月末の国連総会で日本の首相として3年ぶりに出席し演説を行う予定であった矢先であった。
この事態に対して、幹事長の麻生太郎（麻生派）ら党執行部は、
- 国連総会には、新しい首相に出来るだけ出席して欲しい
- 民主党と公明党が党大会と代表選挙をそれぞれ控えている

ことを考慮し、9月10日告示、9月22日投票とする選挙日程案を示し、臨時役員会や臨時総務会で了承された。選出方法も総裁公選規程の通りに行われる事となった。9月3日の両院議員総会でこの報告が行われたが、若手中堅議員から党の現状や総裁選の選出について厳しい意見が出された。

### 立候補者の擁立
9月2日に、麻生は党役員会後の記者会見でいちはやく立候補を表明した。党内では反麻生の立候補者を擁立する動きが起こり、5日に石破茂、8日に与謝野馨と小池百合子、9日に石原伸晃と次々に立候補を表明した。山本一太と棚橋泰文は出馬の意向を示していたが、推薦人が集まらずに立候補を断念した。かくして今回の総裁選挙は、下馬評で有利とみられている麻生に石破、石原、小池、与謝野の4名が挑む構図となった。
9月10日の告示日には麻生、石破、石原、小池、与謝野の5名が立候補し総裁選挙が始まった。立候補者数は1972年に立候補制となって以降、最多の人数となった。また、小池は女性で初めての自民党総裁選立候補者になった（落選するも、その後2016年に衆議院議員を辞職し同年の東京都知事選挙に立候補し当選、女性初の東京都知事に就任、2020年再選）。
前年の総裁選挙の反省から、極端な派閥単位の乗り合いは避けられる形になった。
- 特に最大派閥の町村派は、自派出身の首相が4代続いている上に、2代連続の「政権投げ出し」との批判を受けたこともあり、森喜朗を中心に自派閥の総裁候補の支援の自粛を呼びかける動きもあった。他方で、中川秀直らはこれに反発し、自派閥の候補である小池を支援する動きを見せた。元首相の小泉純一郎も小池を支持する旨表明したのに対し、派閥領袖の町村信孝や元首相の安倍晋三は、麻生支持に回った。
- 伊吹派が麻生支持を表明するなど派閥単位での動きはあったが、極力自由投票とする方針が採られた。
- 前回まで麻生と対立していた選対委員長の古賀誠は、一転して麻生を支持する旨表明した。以前会長を務めていた地元の党福岡県連合会が「福岡県から70年ぶりの総理大臣を[注 2]」「九州から（日本社会党の村山富市以来となる）総理大臣を」という方針で結束し、九州・沖縄・山口の各県連へ働き掛けを強化していることも踏まえ、自らの役目柄衆議院総選挙への影響も考慮し「党派より地元」という方針に傾いた[注 3]。
- 山崎派は所属する石原が立候補していることもあり、領袖の山崎拓は誰を支援するかは明確にせず、派としての拘束はしないことを決めた。

## 党総裁選データ

### 日程
- 9月10日（水） 告示、立候補受付、共同記者会見
- 9月11日（木） 所見立会演説会、街頭演説会（東京都渋谷区渋谷駅ハチ公前広場）
- 9月12日（金） 自民党総裁候補討論会（日本記者クラブ主催）
- 9月13日（土） 街頭演説会（大阪府大阪市なんば髙島屋前、高知県高知市高知城追手門広場・板垣退助銅像前）
- 9月14日（日） 街頭演説会（愛知県名古屋市名古屋駅東口・高島屋前、新潟県新潟市万代シテイ伊勢丹前）
- 9月15日（月・祝） 街頭演説会（北海道釧路市観光国際交流センター前庭、北海道札幌市大通西4丁目）
- 9月16日（火） 自由民主党総裁選挙公開討論会（自由民主党青年局主催、女性局後援）
- 9月17日（水） 街頭演説会（島根県出雲市出雲市駅前・岡山県岡山市岡山駅前）
- 9月18日（木） 街頭演説会（秋田県秋田市市役所前広場・岩手県一関市本寺生活改善センター前ゲートボール場）
- 9月19日（金） 記者会見（日本外国特派員協会主催）
- 9月20日 （土）街頭演説会（佐賀県佐賀市干潟よか公園・熊本県熊本市辛島公園・鹿児島県鹿児島市鹿児島中央駅東口若き薩摩の群像前広場）
- 9月21日（日） 街頭演説会（埼玉県さいたま市大宮駅西口そごう前・千葉県千葉市稲毛海岸駅前・神奈川県横浜市横浜駅西口・高島屋前）
- 9月22日（月） 党大会に代わる両院議員総会（投開票）

### キャッチコピー
政策論争12日間。

### 選挙人
| 種別           | 人数  |
| -------------- | ----- |
| 衆議院議員     | 303人 |
| 参議院議員     | 83人  |
| 都道府県連代表 | 141人 |
| 合計           | 527人 |

今回の総裁選挙では、都道府県代表が投票すべき者を定めるため、各都道府県の支部連合会では、党員・党友の投票による予備選挙が行われる。もっとも、代表が投票すべき者についてドント式や総取り式など都道府県によって選出方法が異なる。

### 立候補〔届け出順〕
| 候補者名 | 候補者名   | 年齢 | 派閥   | 現職                                | 立候補歴                        |
| -------- | ---------- | ---- | ------ | ----------------------------------- | ------------------------------- |
|          | 石原伸晃   | 51   | 山崎派 | 衆議院議員（6期・東京8区）          | 初                              |
|          | 小池百合子 | 56   | 町村派 | 衆議院議員（5期・東京10区）         | 初                              |
|          | 麻生太郎   | 68   | 麻生派 | 衆議院議員（9期・福岡8区） 党幹事長 | 4回目（2001年・2006年・2007年） |
|          | 石破茂     | 51   | 津島派 | 衆議院議員（7期・鳥取1区）          | 初                              |
|          | 与謝野馨   | 70   | 無派閥 | 衆議院議員（9期・東京1区）          | 初                              |

### 推薦人一覧
| 候補者     | 麻生太郎           | 石破茂                 | 石原伸晃               | 小池百合子           | 与謝野馨             |
| ---------- | ------------------ | ---------------------- | ---------------------- | -------------------- | -------------------- |
| 推薦人代表 | 鳩山邦夫（津島派） | 鴨下一郎（津島派）     | 深谷隆司（山崎派）     | 衛藤征士郎（町村派） | 野田毅（山崎派）     |
| 選挙責任者 | 島村宜伸（無派閥） | 小坂憲次（津島派）     | 渡海紀三朗（山崎派）   | 杉浦正健（町村派）   | 柳澤伯夫（古賀派）   |
| 推薦人     | 甘利明（山崎派）   | 赤沢亮正（無派閥）     | 安次富修（山崎派）     | 井沢京子（古賀派）   | 阿部俊子（無派閥）   |
| 推薦人     | 稲田朋美（町村派） | 伊藤達也（津島派）     | 大前繁雄（無派閥）     | 猪口邦子（無派閥）   | 近江屋信広（無派閥） |
| 推薦人     | 江渡聡徳（高村派） | 今津寛（津島派）       | 金子一義（古賀派）     | 小野次郎（無派閥）   | 後藤田正純（津島派） |
| 推薦人     | 大野功統（山崎派） | 小渕優子（津島派）     | 木村勉（山崎派）       | 奥野信亮（町村派）   | 杉村太蔵（無派閥）   |
| 推薦人     | 梶山弘志（無派閥） | 大塚高司（津島派）     | 岸田文雄（古賀派）     | 木挽司（町村派）     | 谷公一（伊吹派）     |
| 推薦人     | 亀岡偉民（町村派） | 岡下信子（津島派）     | 小杉隆（無派閥）       | 佐藤ゆかり（無派閥） | 谷本龍哉（町村派）   |
| 推薦人     | 鴻池祥肇（麻生派） | 岡本芳郎（津島派）     | 後藤茂之（無派閥）     | 篠田陽介（山崎派）   | 中谷元（古賀派）     |
| 推薦人     | 菅義偉（古賀派）   | 木村隆秀（津島派）     | 塩崎恭久（古賀派）     | 谷川弥一（町村派）   | 三ツ矢憲生（古賀派） |
| 推薦人     | 高市早苗（町村派） | 倉田雅年（津島派）     | 菅原一秀（無派閥）     | 谷畑孝（町村派）     | 村上誠一郎（高村派） |
| 推薦人     | 寺田稔（古賀派）   | 竹下亘（津島派）       | 田野瀬良太郎（山崎派） | 中山泰秀（町村派）   | 村田吉隆（古賀派）   |
| 推薦人     | 中川昭一（伊吹派） | 渡嘉敷奈緒美（津島派） | 根本匠（古賀派）       | 西村明宏（町村派）   | 若宮健嗣（津島派）   |
| 推薦人     | 西川京子（麻生派） | 西銘恒三郎（津島派）   | 平沢勝栄（山崎派）     | 馳浩（町村派）       | 加納時男（古賀派）   |
| 推薦人     | 浜田靖一（無派閥） | 橋本岳（津島派）       | 福田峰之（無派閥）     | 早川忠孝（町村派）   | 川口順子（無派閥）   |
| 推薦人     | 船田元（津島派）   | 林田彪（津島派）       | 松島みどり（町村派）   | 平井卓也（古賀派）   | 林芳正（古賀派）     |
| 推薦人     | 古屋圭司（伊吹派） | 原田憲治（津島派）     | 松本文明（町村派）     | 安井潤一郎（二階派） | 丸山和也（無派閥）   |
| 推薦人     | 渡辺具能（山崎派） | 平口洋（津島派）       | 秋元司（伊吹派）       | 渡辺喜美（無派閥）   | 森雅子（町村派）     |
| 推薦人     | 泉信也（二階派）   | 佐藤正久（津島派）     | 中川雅治（町村派）     | 神取忍（無派閥）     | 吉田博美（津島派）   |
| 推薦人     | 末松信介（町村派） | 田村耕太郎（津島派）   | 丸川珠代（町村派）     | 義家弘介（町村派）   | 脇雅史（津島派）     |

## 選挙の結果
太字は当選者。
|            | 得票数 | 議員票 | 地方票 |
| ---------- | ------ | ------ | ------ |
| 麻生太郎   | 351票  | 217票  | 134票  |
| 与謝野馨   | 66票   | 64票   | 2票    |
| 小池百合子 | 46票   | 46票   | 0票    |
| 石原伸晃   | 37票   | 36票   | 1票    |
| 石破茂     | 25票   | 21票   | 4票    |

（無効投票：2）

## 街頭演説における発言
- 9月14日の名古屋市のJR名古屋駅前での街頭演説において、8月末の東海豪雨に関連し、麻生太郎は「（豪雨が起きたのが）安城や岡崎だったからよかったけど、名古屋だったらこの辺全部洪水よ」と発言した。これに安城市・岡崎市の両市長は「未曾有の豪雨で犠牲者も出ているのに、不適切で配慮のない発言だ」と抗議文を送った[3]。

## その他
- 立候補した5名は全員、小泉純一郎政権下で閣僚に登用された経験を持つ。ただし、1つの内閣の下で全員が揃って閣僚であった時期はない。また、麻生と与謝野は小泉総裁の下で党三役の一つである政調会長にも登用された経験がある。
- 地方での街頭演説会は東京都、大阪市、高知市、名古屋市、新潟市、釧路市、札幌市、出雲市、岡山市、秋田市、一関市、佐賀市、熊本市、鹿児島市、さいたま市、千葉市、横浜市などの17ヶ所で行われ、前回より大幅に回数がふえた（前回は4ヶ所）。総移動距離は述べ11,000kmにのぼる。
- ニューヨーク・タイムズは、民主党のバラク・オバマがアメリカ大統領選挙中に共和党のジョン・マケイン陣営を批判する際に使った「豚に口紅」という慣用句を引き合いに出し、改革を強く打ち出した総裁選の地方遊説から小泉が首相に就任した2001年の総裁選の熱気の再来を期待するのは、麻生の改革を修正するスタンスでは無理だとして、この総裁選挙を酷評した[4]。
- 議員票に無効票が2票存在した。1票は立候補をしていない中川秀直、もう1票は白票であった。なお、地方票にも無効票がいくつかあり、「どうせすぐやめるんだろう」「小沢一郎」「志位和夫」「あきがきた　何度も聞くぞ　党再生」などと候補者達を小馬鹿にしたようなものもあった[5]。2年続けて「投げ出し」と呼ばれる形で相次いで首相が変わったことに対する不満が自民党員の間にも増えていたことがうかがえる[6]。
- なお総裁選挙期間中は、どのマスコミも一斉に総裁選挙について報じたため、「国政選挙でもなく自民党員以外の有権者は関係無いはずの選挙なのに、何故マスコミは集中的に取り上げるのか？」「解散総選挙を睨んだ選挙活動」との批判が当初から存在した。特にNHKではニュース番組の大半の時間を総裁選の特集に組んだため視聴者から苦情が寄せられたが、これに対しNHKのコールセンターの担当が「自民党のPRです」と説明していたことが判明した。後にNHKの今井義典副会長は10月15日の参院予算委員会において、事実関係を認めた上で「極めて不適切と判断した。指導と研修を徹底する」と謝罪した[7]。
- 落選した4人の候補者のうち、2010年に離党した与謝野を除く3人で2010年9月より自民党党三役を占めた。